# Pea Ridge National Military Park
Le Pea Ridge National Military Park est une aire protégée américaine située dans le comté de Benton, en Arkansas. Établi le 20 juillet 1956, ce parc militaire national protège le site de la bataille de Pea Ridge, pendant la guerre de Sécession. Inscrit au Registre national des lieux historiques depuis le 15 octobre 1966, il est géré par le National Park Service.